# Works, Vol. 1
Works, Vol. 1 este un album din 1977 al trupei de rock progresiv Emerson, Lake and Palmer. Este un dublu album împărțit în patru părți: câte una aparținând fiecărui membru al formației și una pe care sunt prezenți toți cei trei muzicieni împreună.

## Lista pieselor

### Disc 1

#### Keith Emerson
1. „Piano Concerto No. 1” (18:18)

#### Greg Lake
1. „Lend Your Love to Me Tonight” (4:01)
2. „C'est La Vie” (4:16)
3. „Hollowed Be Thy Name” (4:35)
4. „Nobody Loves You Like I Do” (3:56)
5. „Closer to Believing” (5:33)

### Disc 2

#### Carl Palmer
1. „The Enemy God Dances with The Black Spirits” (Sergei Prokofiev, aranjament Carl Palmer) (3:20)
2. „L. A. Nights” (cu Joe Walsh la chitară) (5:42)
3. „New Orleans” (2:45)
4. „Two Part Invention in D Minor” (J. S. Bach, aranjament Palmer) (1:54)
5. „Food for Your Soul” (3:57)
6. „Tank” (5:09)

#### Emerson, Lake & Palmer
1. „Fanfare for The Common Man” (Aaron Copland, aranjament ELP ) (9:40)
2. „Pirates” (13:19)

## Single-uri
- "Fanfare for The Common Man"/"Brain Salad Surgery" (1977)
- "C'est La Vie"/"Hollowed Be Thy Name" (1977)

## Componență
- Keith Emerson - claviaturi
- Greg Lake - voce, chitare, bas
- Carl Palmer - baterie